# Wasserburg Sulmingen
Die Wasserburg Sulmingen ist eine aufgegebene Wasserburg südlich der Brücke über die Dürnach beim Ortsteil Sulmingen der Gemeinde Maselheim im baden-württembergischen Landkreis Biberach.
Die vermutlich von den Herren von Sulmingen im 13. Jahrhundert erbaute Burg wurde 1250 erwähnt und vermutlich im 14. Jahrhundert zerstört. Ehemaliger Besitzer war das Zisterzienserinnenkloster Heggbach. 
Von der nicht mehr genau lokalisierbaren Burganlage ist nichts erhalten.